# Giuseppe Moriani

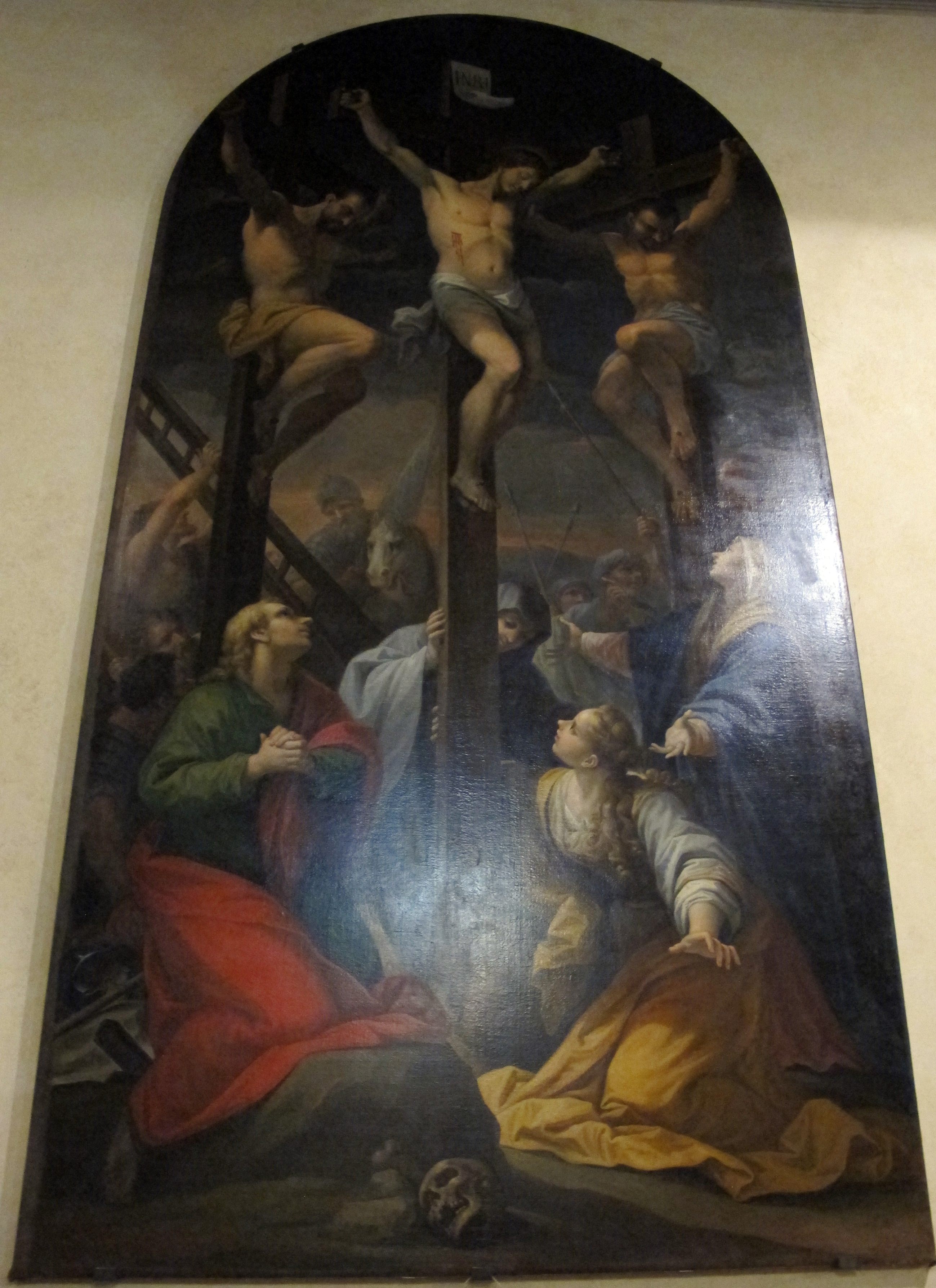
Crocifissione nella pieve di Montespertoli (FI)

Giuseppe Moriani (fl. XVIII secolo) è stato un pittore italiano di scuola toscana del XVIII secolo. Di lui si hanno notizie dal 1719 al 1739.

## Biografia
Fu forte su di lui l'influenza di Giovanni Camillo Sagrestani tanto che il Gaburri parla di questo artista dicendo che era quasi "schiavo" del Sagrestani, che lo costringeva a seguire la sua maniera (P. Dal Poggetto, Arte in Valdelsa, Certaldo, 1963, 124).
Da ricordare gli affreschi con le Storie di santa Verdiana nella chiesa di Santa Verdiana a Castelfiorentino, in collaborazione con Camillo Sagrestani, Ranieri del Pace, Niccolò Lapi, Antonio Puglieschi e Agostino Veracini. Nel Museo di arte sacra a Greve in Chianti la Guarigione del cieco nato.
Infine le due tele sui Miracoli di san Francesco di Paola nella chiesa di San Francesco di Paola di Firenze. Entrambi del 1716 presentano due episodi della vita del Santo calabrese: per far capire il carattere odioso delle imposte il santo fa stillare sangue da una moneta di fronte al re Ferrante di Aragona a Napoli; l'altra si riferisce forse a un episodio leggendario, il miracolo dell'apparizione del santo che fa resuscitare tre fanciulli morti accidentalmente presso Lima in Perù.
In città dipinse anche il tabernacolo di Borgo la Croce.